# 大橋亦兵衛
大橋 亦兵衛（おおはし またべえ、1884年（明治17年）2月11日 - 1946年（昭和21年）10月16日）は、大正から昭和時代戦前の政治家。治水家。衆議院議員。静岡県会議長。静岡県磐田郡井通村長。俳号は天竜。

## 経歴
大橋頼摸の長男として、静岡県豊田郡小立野村（豊田郡井通村、磐田郡井通村、豊田村、豊田町を経て現磐田市）に生まれる。1912年（大正元年）家督を相続する。書籍業を営む。浜松中学校を卒業する。
井通村会議員、同村長を経て、1919年（大正8年）静岡県会議員に当選。1926年（大正15年）同議長に推された。1928年（昭和3年）2月の第16回衆議院議員総選挙では静岡県第3区から立憲政友会所属で出馬し当選。衆議院議員を1期務めた。
郷里では、天竜川東縁水防組合長や寺谷用水組合と旧社山水利組合を統合して磐田用水連合会を組織するまでの会長を歴任した。寺谷用水功労者供養に平野睦則、鈴木正一とともに祀られている。
ほか、磐田郡会議員、静岡県参事会員、郡農会長、県農会幹事を務めた。

## 親族
- 父：大橋頼摸（衆議院議員）[3][4]